# Mokjong
Mokjong (né le 5 juillet 980 et mort le 2 mars 1009) est le septième roi de la Corée de la dynastie Goryeo. Il a régné du 29 novembre 997 à sa mort.